# Boderia
Boderia, en ocasiones erróneamente denominado Arboderium, es un género de foraminífero bentónico de la Familia Lagynidae, del Suborden Allogromiina y del Orden Allogromiida. Su especie tipo es Boderia turneri. Su rango cronoestratigráfico abarca el Holoceno.

## Clasificación
Boderia incluye a la siguiente especie:
- Boderia turneri